# Oberdachstetten
Oberdachstetten est une commune de Bavière (Allemagne), située dans l'arrondissement d'Ansbach et le district de Moyenne-Franconie.

## Galerie

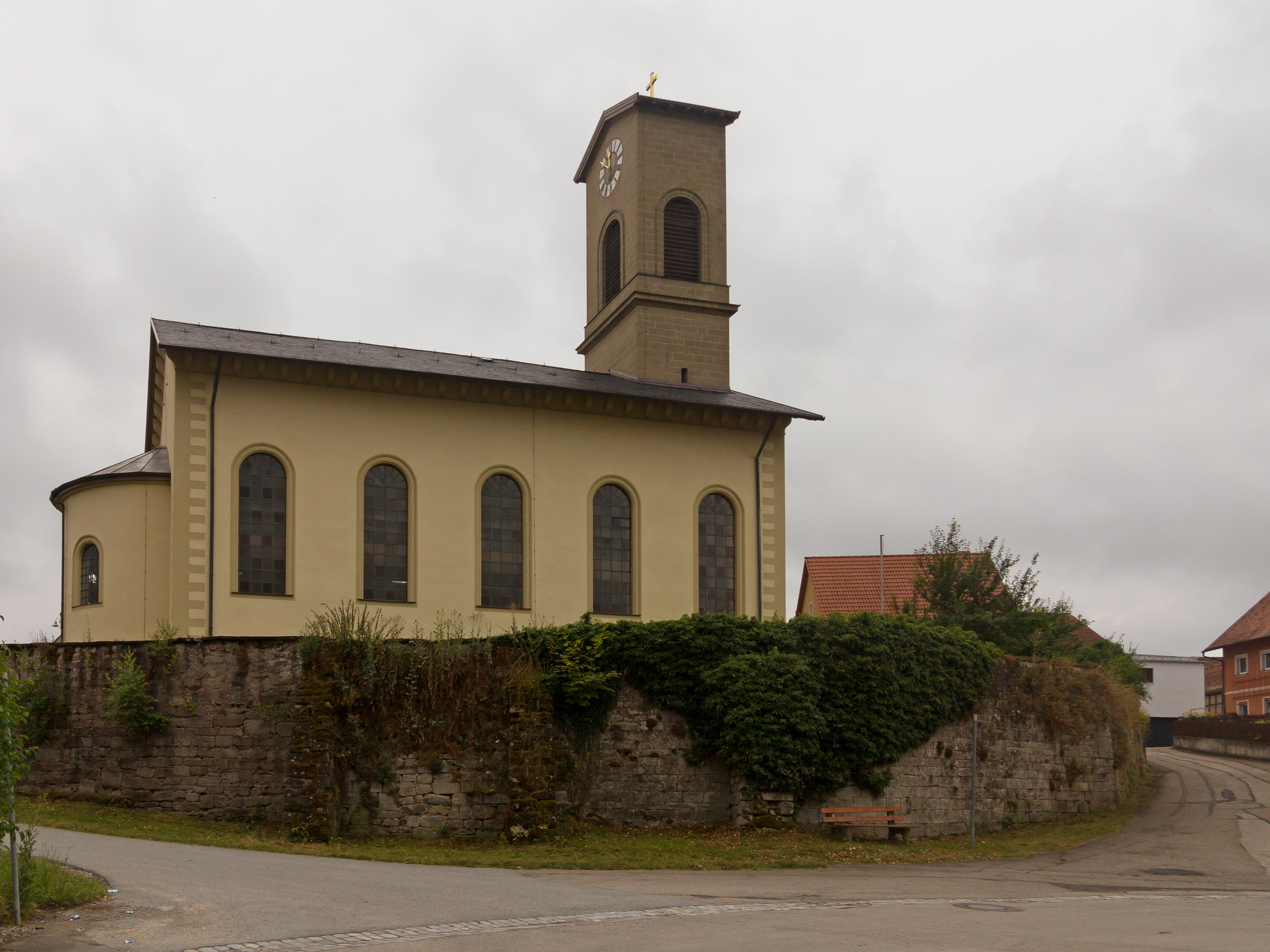
Oberdachstetten, l'église protestante: Pfarrkirche Sankt Bartholomäus
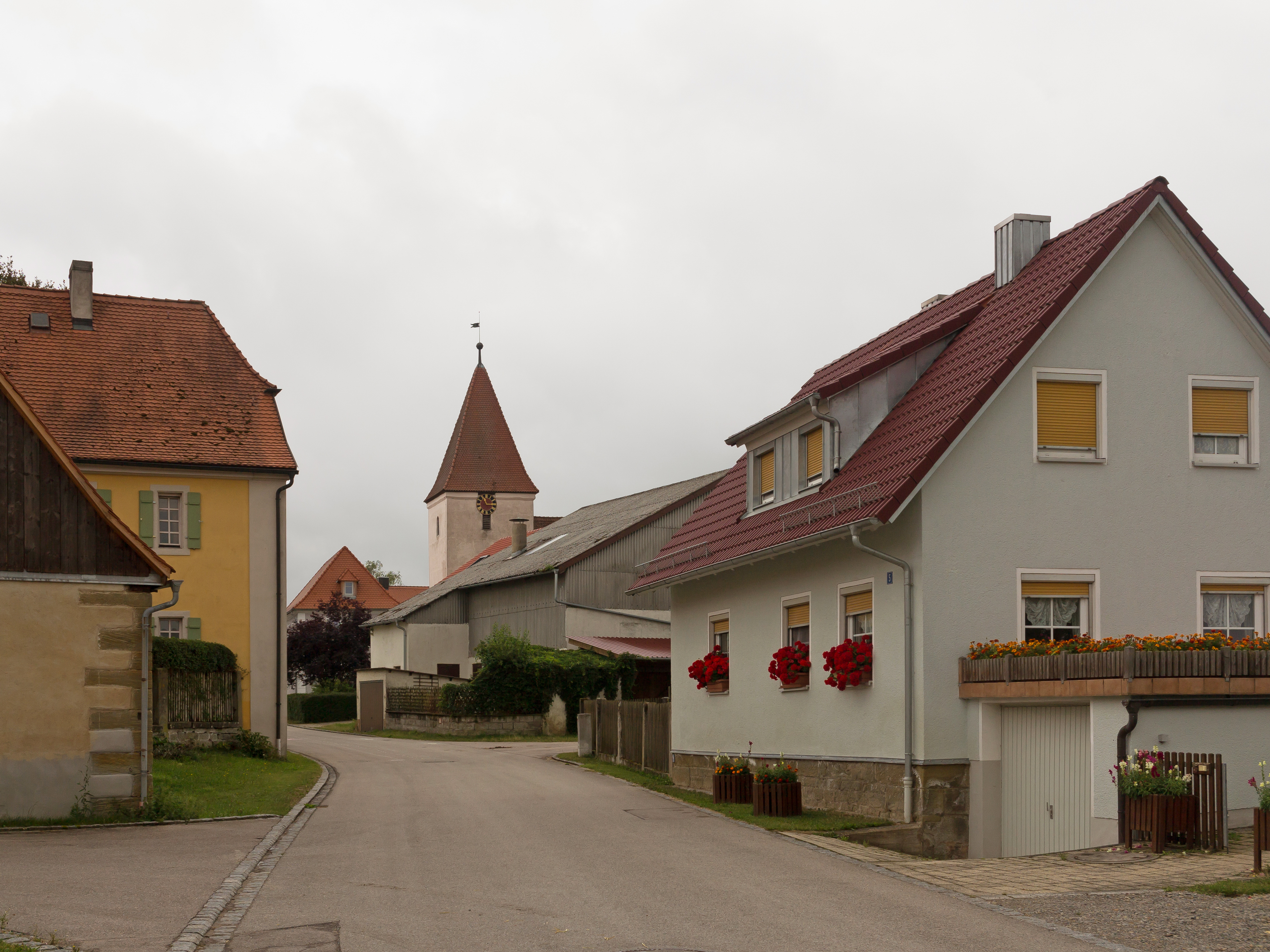
Mitteldachstetten, vue dans la rue avec la tour de l'église protestante
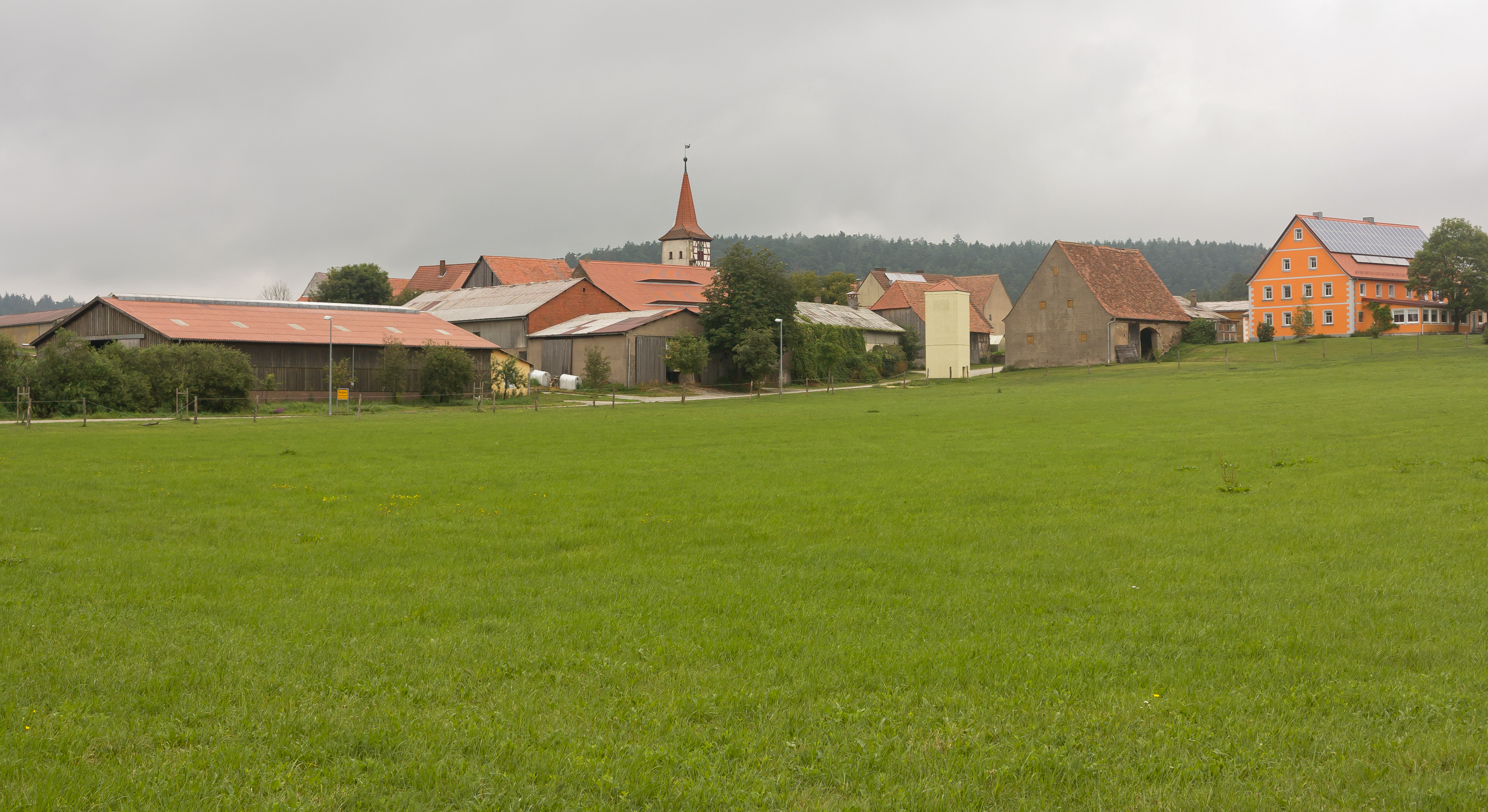
Berglein, vue sur le village
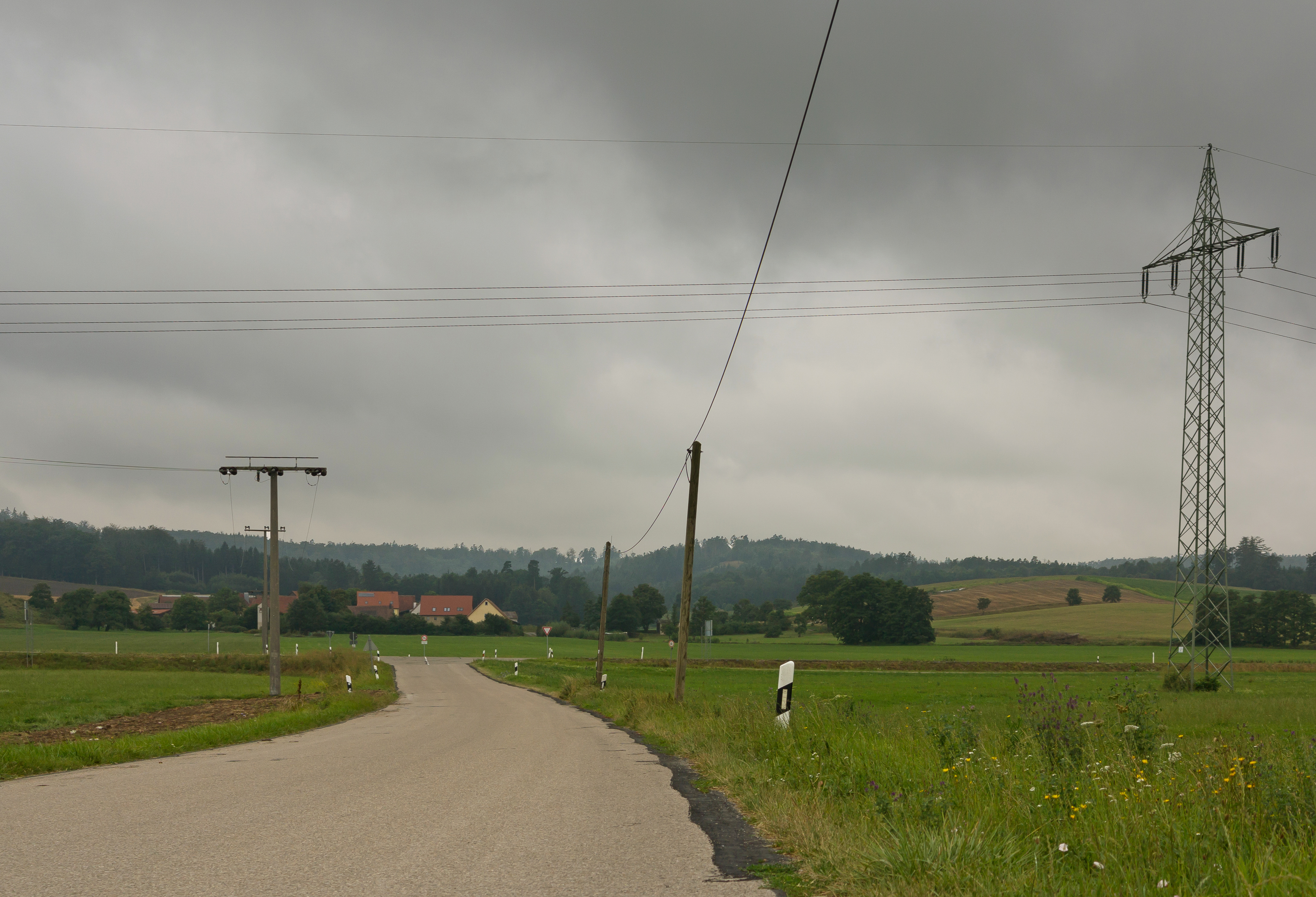
Entre Möckenau et Oberdachstetten, pylônes électriques dans le panorama

## Géographie

Situation d'Oberdachstetten dans l'arrondissement d'Ansbach

Oberdachstetten est située à la source de la Rezat franconienne (Fränkische Rezat), dans le Parc naturel de Frankenhöhe, à 18 km au nord-ouest d'Ansbach, le chef-lieu de l'arrondissement. Un peu plus au nord se trouve le Petersberg, sommet de 504 m d'altitude.

## Histoire
Oberdachstetten était un village libre dès le Moyen Âge. En 1860, l'ouverture le la ligne de chemin de fer entre Ansbach et Wurzbourg a permis le développement du village.
La commune de Mitteldachstetten a fusionné avec Oberdachstetten en 1972.

## Démographie
Ce tableau inclut les deux communes d'Oberdachstetten et Mitteldacgstetten qui étaient indépendantes jusqu'en 1972.
| 1910 | 1933  | 1939  | 1950  | 1961  | 1970  | 1979  | 2003  | 2009  |
| ---- | ----- | ----- | ----- | ----- | ----- | ----- | ----- | ----- |
| 994  | 1 118 | 1 223 | 1 940 | 1 615 | 1 628 | 1 365 | 1 736 | 1 675 |